# Андраш II
Андраш II (на унгарски: András, Endre; на словашки: Ondrej, известен и като Рицаря на Ерусалим е крал на Унгария от династията на Арпадите, управлява в периода 7 май 1205 – 26 октомври 1235 г.

## Произход и ранни години
Той е вторият син на Бела III и Агнес Антиохийска. Точната година на раждането му не е известна, но съвременните историци се обединяват около схващането, че е роден около 1177 г. За първи път се споменава в изворите във връзка с нахлуването на баща му в Галицкото княжество през 1188 г.
След смъртта на баща му през 1196 г. Андраш II не получава отделно графство, а само имоти и пари, които използва, за да си спечели поддръжници сред унгарските лордове, опитвайки се да свали от престола големия си брат Имре, който управлява от 1196 г. Така двамата братя водят многократни войни. След смъртта на брат си, Андраш за кратко управлява страната от името на племенника си Ласло III (Ладислав), и едва след смъртта на последния през 1205 г., се възкачва на трона.

## Управление
Допуснатите многобройни злоупотреби, като прекаленото покровителство на чужденци, особено близките на кралица Гертруда, са причина за няколко народни въстания, по време на които кралицата е убита (1213 г.), което води до жестокото отмъщение на Андраш, изразяващо се в масови убийства на селяни. Сред тези безредици, кралят, следвайки указанията на папа Хонорий III, предприема неуспешния Пети кръстоносен поход, надявайки се да получи престола на император на Латинската империя. Въпреки очевидната непопулярност на кралските идеи в Унгария, той успява да набере армия от 15 000 кръстоносци, само 1/3 от които се отправят от Задар по море на поход за защита на Йерусалимското кралство, притиснато от мюсюлманите. След съкрушителното поражение от селджукските турци на река Йордан през ноември 1217 г. и неуспешните опити да завземе редица крепости в днешен Ливан през 1218 г., Андраш се връща в своята изтощена и опустошена страна през Антиохия, Икония, Константинопол и България.
Скоро след това започват раздори между краля и най-големия му син, Бела IV. Свидетелство за компромиса между кралската власт от една страна, и големите земевладелци и дворянството от друга, става Златната була, установяваща неприкосновеността на привилегиите на дворянството и станала по същество основен закон на Унгария (аналог на Магна Харта, издадена в Англия през 1215 г.). Накрая, Австрия и папата успяват да сдобрят бащата и сина. Андраш има шест деца, пет от които – от първата си жена Гертруда. Сред тях е и принц Андраш (Андрей), заемащ трона на Галиция в периода 1227 – 1233 г.
През 1235 г. Андраш се жени за трети път за Беатрис д’Есте, но умира на следващата година. Вдовицата се завръща в Италия, където ражда Стефан Постум, който впоследствие се жени за венецианка и е баща на Андраш III.

## Бракове и деца
Първи брак: ок. 1200 с Гертруда Меранска (1185 – 8 септември 1213), дъщеря на херцог Бертолд IV Мерански и неговата жена Агнеса; те имат децата:
- Анна-Мария Унгарска (ок. 1204 – 1237), омъжена за българския цар Иван Асен II
- Бела IV (1206 – 3 май 1270)
- Елисавета Унгарска (1207 – 10 ноември 1231), омъжена за ландграф Людвиг Тюрингски
- Коломан (княз на Галиция) (1208 – сл. 11 април 1241)
- Андраш (княз на Галиция) (ок. 1210 – 1234)

Втори брак: февруари 1215 с Йоланда дьо Куртене (ок. 1200 – 1233), дъщеря на Пиер II де Куртене, император на Латинска империя, и неговата втора жена, Йоланда де Ено; имат една дъщеря:
- Йоланда Унгарска (ок. 1215 – 12 октомври 1251), омъжена за крал Хайме I Арагонски

Трети брак: 14 май 1234 с Беатрис д'Есте (ок. 1215 – до 8 май 1245), дъщеря на Алдобрандино I д'Есте; имат един син:
- Ищван Постум (1236 – 10 април 1271), баща на Андраш III.